# 安集海大峽谷
安集海大峽谷又稱安集海河大峡谷、紅山峽谷、紅山大峽谷，是中華人民共和國新疆維吾爾自治區塔城地区沙灣市安集海河与巴音沟附近的一個南北走向的河谷，具體位置位於沙灣市與烏蘇市交界處的天山北麓，距離安集海鎮50公里，獨山子區60公里。該峽谷深度為50多米。此地有18级阶地、260米的砾石以及辫状河流，為安集海河剥蚀天山後将碎屑物质携带至此堆积而成。